# Димитрије Матић
Димитрије Матић (Рума, 18. август 1821 — Београд, 17. октобар 1884) био је српски политичар и преводилац. Матић је био: министар просвете, министар правде, заступник министра иностраних дела, председник Друштва српске словесности, члан Државног савета, члан Касационог суда, професор Лицеја, председник Скупштине.

## Биографија
Рођен је у Руми 18. августа по старом одн. 30. августа по новом календару 1821. године од оца Илије и мајке Спасеније. Спасенија је рођена Јовановић, тетка економисте и политичара Владимира Јовановића. Основну школу је завршио у Руми, гимназију је почео у Сремским Карловцима а наставио у Крагујевцу. Школовање је наставио на Лицеју у Крагујевцу где је дипломирао 1841. Запослио се 1841. као чиновник у Београду. Заслугом проте Матеје добио је стипендију и отишао на студије филозофије у Берлин и права у Хајделберг у Немачкој. Промовисан је за доктора филозофије 1847. у Лајпцигу. Од 1848. до 1851. је радио као професор грађанског и државног права на Лицеју у Београду. Секретар Апелационог суда постао је 1851. године, затим начелник спољног одељења Кнежеве канцеларије од 1855, и члан Касационог суда од 1858. године.
Министар просвете био је од 22. октобра/3. новембра 1859. до 20. марта/1. априла 1860. у Влади Цветка Рајовића. На том месту га је наследио Љубомир Ненадовић до 27. октобра/8. новембра 1860. у истој Влади. Члан Касационог суда постао је поново 12. новембра 1860. Главни секретар Државног савета био је од 29. децембра 1862. до 1866. године. Од 23. септембра/5. октобра 1868. до 10/22. августа 1872. био је министар просвете и црквених дела у Владама Ђорђа Ценића и Радивоја Милојковића. За то време 1868-1872. био је и заступник, вршилац дужности, министра иностраних дела.
Од 1872. је био члан Државног савета. Био је министар правде Србије од 1/13. октобра 1878. до 5/17. децембра 1879. у Влади Јована Ристића. Био је председник Скупштине Србије од 1878. Тај сазив Скупштине је ратификовао Берлински споразум из 1878. године.
Као министар просвете отворио је прву учитељску школу у кнежевини Србији, у Крагујевцу 27. јануара 1871. године.
Редовни члан Друштва српске словесности постао је 1. августа 1848. Председник овог друштва био је од 22. октобра 1859. до 29. марта 1860, по положају као министар просвете. Потпредседник је био 1863. Укидањем Друштва српске словесности и оснивањем Српског ученог друштва постао је његов почасни члан од оснивања 29. јула 1864. Редовни члан Српског ученог друштва постао је 6. фебруара 1869.
Бавио се превођењем, тако су 1844. објављена два његова превода „Марко Аурелије, цар римски“ Игнаца Аурел Феслера  149887495 и „Похвала Марку Аурелију“ Томе Кемпијског  149886471. Ови преводи су имали друга издања редом 1863. и 1882. године. Превео је „Машатову малу француску граматику“ 1854. године  136992007. Осим тога у облику прерађеног превода штампао је „Науку о васпитању“ Густава Адолфа Рикеа у три дела 1866–1868, и „Историју филозофије“ по Алберту Швеглеру у два дела 1865. године. Написао је: „Објашњење Грађанског законика“ у три књиге 1850–1851, укупно 1291 страна  512002406, „Јавно право Књажества Србије“ 1851. године  34037255, „Начела умног државног права“ 1851. године  33743623 за коју постоји савремено издање из 1995. године  98201351. Дневник из периода студирања у Немачкој објављен је под насловом „Ђачки дневник 1845-1848“ и штампан 1974. године. 25004303
Био је ожењен и имао троје деце, сина и две кћерке. Син је био санитетски пуковник др Стеван Матић, кћи Јелена била је удата за пуковника Илију Чолак-Антића, а кћи Персида за генерала Димитрија Ђурића.
Димитрије Матић је преминуо у Београду 17. октобра 1884. године.
Његову докторску дисертацију открио је у архиви Лајпцишког универзитета филозоф Слободан Жуњић 2010. године.